# Allmannshofen
Allmannshofen est une commune allemande de Bavière, située dans l'arrondissement d'Augsbourg et le district de Souabe.

## Géographie

Situation d'Allmannshofen dans l'arrondissement d'Augsbourg

Allmannshofen est située sur la Schmutter, affluent du Danube, à la limite avec les arrondissements de Danube Ries au nord et de Dillingen à l'ouest, à 33,5 km au nord d'Augsbourg. La commune fait partie de la communauté d'administration de Nordendorf et elle est composée par les villages d'Allmannshofne, de Brunnenmahdsiedlung, de Hahnenweiler, de Holzen et de Schwaighof.
Communes limitrophes (en commençant par le nord et dans le sens des aiguilles d'une montre) : Mertingen, Ellgau, Nordendorf, Ehingen et Buttenwiesen.

## Histoire
La première mention écrite d'Allmannshofen date de 1217. À partir de 1688, le village a appartenu à l'évêché d'Augsbourg jusqu'à la sécularisation de 1803 et à son incorporation dans le royaume de Bavière. Allmannshofen a été érigé en commune en 1818 et a fait partie de l'arrondissement de Wertingen jusqu'à la disparition de ce dernier en 1972.

## Démographie
| 1840 | 1871 | 1900 | 1910 | 1925 | 1933 | 1939 | 1950   | 1961 |
| ---- | ---- | ---- | ---- | ---- | ---- | ---- | ------ | ---- |
| 475  | 548  | 563  | 608  | 586  | 717  | 740  | 1 068, | 806  |

| 1970 | 1987 | 2000 | 2005 | 2009 | - | - | - | - |
| ---- | ---- | ---- | ---- | ---- | - | - | - | - |
| 807  | 715  | 840  | 831  | 827  | - | - | - | - |

## Monuments
- Holzen, monastère bénédictin fondé en 1150 par Marquard de Donnersberg, dissous lors de la Réforme au XVe siècle, reconstruit à la fin du XVIIe siècle (église consacrée en 1710), donné aux princes de Hohenzollern-Sigmaringen en 1802 lors du Recès d'Empire.

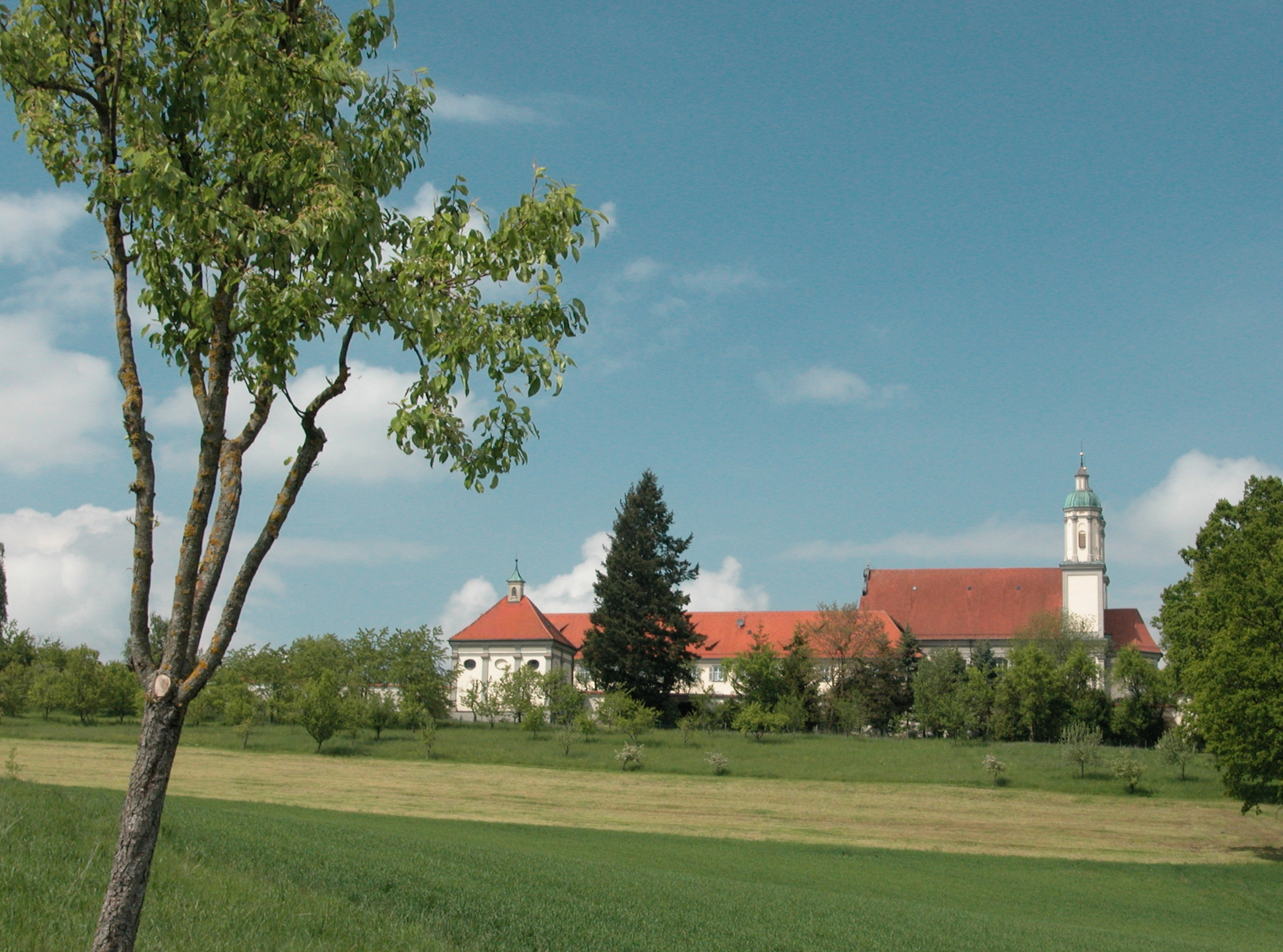
L'église abbatiale de Holzen
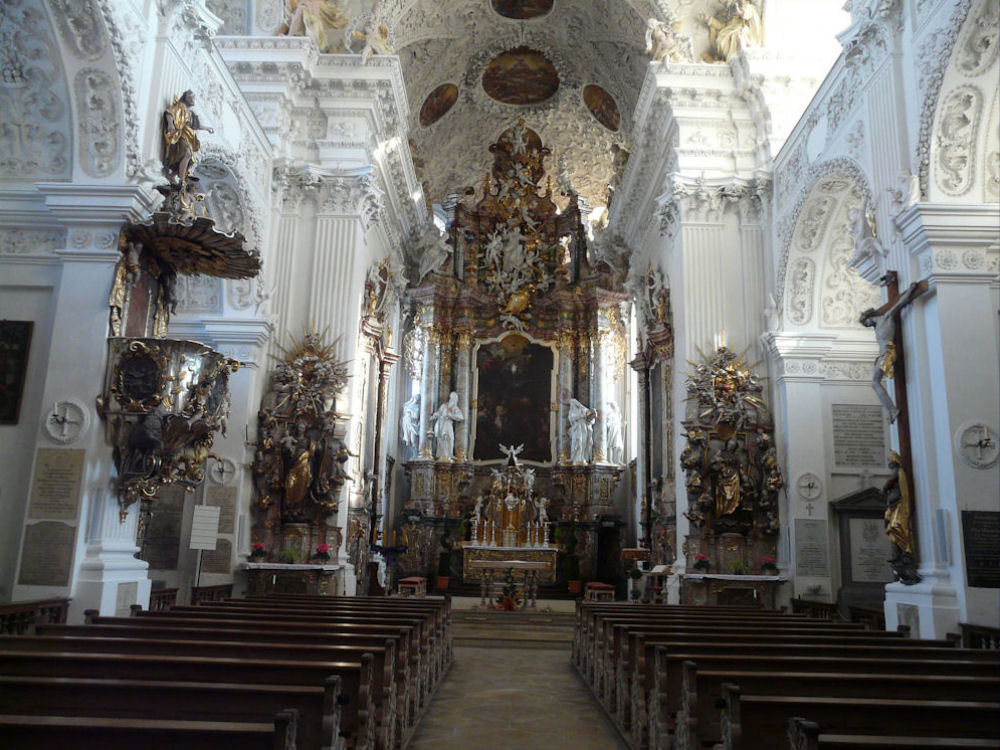
La nef de l'église abbatiale

## Personnalités liées à la ville
- Franz von Treuberg (1907-1982), dramaturge né à l'abbaye de Holzen.